# Laterallus
Laterallus (G. R. Gray, 1855) è un genere di uccelli della famiglia dei Rallidi.

## Tassonomia
Comprende tredici specie:
- Laterallus flaviventer (Boddaert, 1783) - schiribilla pettogiallo;
- Laterallus jamaicensis (J. F. Gmelin, 1789) - schiribilla nera americana;
- Laterallus spilonota (Gould, 1841) - schiribilla delle Galápagos;
- Laterallus spiloptera Durnford, 1877 - schiribilla alipunteggiate;
- Laterallus rogersi Lowe, 1923 - rallo dell'isola Inaccessibile;
- Laterallus ruber (P. L. Sclater e Salvin, 1860) - schiribilla rossiccia;
- Laterallus melanophaius (Vieillot, 1819) - schiribilla fianchirossi;
- Laterallus levraudi (P. L. Sclater e Salvin, 1869) - schiribilla di Levraud;
- Laterallus xenopterus Conover, 1934 - schiribilla facciarossa;
- Laterallus leucopyrrhus (Vieillot, 1819) - schiribilla bianca e rossa;
- Laterallus exilis (Temminck, 1831) - schiribilla pettogrigio;
- Laterallus albigularis (Lawrence, 1861) - schiribilla golabianca;
- Laterallus fasciatus (P. L. Sclater e Salvin, 1868) - schiribilla fasciata.

Questo genere comprende un gruppo piuttosto eterogeneo di Rallidi di piccole dimensioni, tutti originari delle Americhe. Due di essi (L. jamaicensis e L. spilonota) hanno un piumaggio molto scuro, con una quantità variabile di barre e macchie bianche; gli altri dieci hanno il piumaggio delle regioni superiori prevalentemente marrone-oliva o rossastro, e la maggior parte di essi hanno faccia, collo e petto almeno parzialmente rossicci (ma L. exilis ha queste zone di colore grigio).
Quasi tutti occupano paludi o praterie inondate, ma L. albigularis vive anche nelle radure della foresta o in fitti boschetti, così come L. spilonota.
La maggior parte delle specie è sedentaria, ma quasi tutte le popolazioni nordamericane di L. jamaicensis sono migratrici, mentre L. exilis del Sudamerica effettua brevi spostamenti stagionali. Alcune delle specie sudamericane sono tra i Rallidi meno studiati del mondo.